# Černý potok (přítok Brtnického potoka)
Černý potok je vodní tok pramenící ve východní části Mikulášovic, odkud teče do Kopce a po 1,7 km se zde zprava vlévá do Brtnického potoka.

## Průběh toku
Za pramen Černého potoka je považován nevelký Černý rybník, který se nachází v nadmořské výšce 469 m na svahu Meyerova vrchu (509 m) ve východní části Mikulášovic. Potok odtud teče nejprve východním, poté jihovýchodním a jižním směrem do vesnice Kopec. Protéká zahloubeným údolím a po přibližně 1,5 km do něj zleva ústí bezejmenný vedlejší přítok, který vzniká soutoky řady menších vodotečí pramenících na svazích Meyerova vrchu a Plešného. Podloží tvoří zejména lužický granodiorit a brtnická žula, prokázané jsou také žíly doleritu a průniky bazanitu a limburgitu. V nadmořské výšce 360 m ústí ve vsi Kopec zprava do Brtnického potoka. Celé povodí Černého potoka se nachází na území Šluknovské pahorkatiny a Chráněné krajinné oblasti Labské pískovce.